# Symmachia tricolor
Espèce
Symmachia tricolor est un insecte lépidoptère appartenant à la famille  des Riodinidae et au genre Symmachia.

## Taxonomie
Symmachia tricolor a été décrit par William Chapman Hewitson en 1867.
Synonymes : Mesene hedemanni R. Felder, 1869; Mesene niciades Boisduval, 1870; Mesene hedemanni ; Godman & Salvin, [1886].

### Nom vernaculaire
Symmachia tricolor se nomme en anglais Tricolored Metalmark

## Description
Symmachia tricolor est un papillon marron ou noir caractérisé par une ornementation de larges bandes jaunes. Aux ailes antérieures une bande jaune en triangle limite l'apex et une bande va de la base à l'aire discale, ne rejoignant pas la première et laissant une large bordure costale marron ou noire. Aux ailes postérieures les deux bandes sont parallèles à la marge laissant une bordure et une bande entre elles. le revers a la même ornementation.
Posé, Symmachia tricolor présente un dessus avec deux longues bandes jaunes et deux bandes triangulaires aux antérieures.

### Chenille
D'une couleur jaune verdi nacré, la chenille possède de très longs poils de couleur blanc teinté de rose.

## Biologie
En Guyane il vole de mars à novembre.

### Plantes hôtes
La plante hôte de sa chenille est Miconia argentea.

## Écologie et distribution
Symmachia tricolor est présent au Mexique, au Honduras, au Costa Rica, au Guatemala, en Colombie, au Brésil et en Guyane,.

### Biotope
Symmachia tricolor réside sur les collines en lisière de forêt, dans les clairières où il se perche sur la pointe de feuilles à une hauteur de trois à huit mètres.

### Protection
Pas de statut de protection particulier.